# Jean-Pierre Poly
Jean-Pierre Poly (...) è uno storico medievalista francese, professore di storia del diritto all'università di Parigi X Nanterre.

## Biografia
Allievo di Georges Duby, Jean-Pierre Poly è uno specialista del diritto medievale e della feudalità. Partigiano della « mutazione feudale », si oppone in tal senso alla concezione di Dominique Barthélemy. Attualmente è maggiormente interessato alla storia della mentalità medievale, in particolare della sessualità.